# Yigal Naor
Pour les articles homonymes, voir Naor.
Yigal Naor, ou Igal Naor (en hébreu : יגאל נאור) est un acteur israélien né le 25 juin 1958 à Givatayim.

## Filmographie partielle
- 1987 : Deadline
- 1993 : The Seventh Coin
- 1996 : Saint Clara
- 2003 : Bonjour Monsieur Shlomi
- 2005 : Munich
- 2007 : Détention secrète
- 2010 : Green Zone
- 2014 : 300 : La Naissance d'un empire
- 2016 : La Promesse
- 2017 : Stratton
- 2017 : Maktub
- 2022 : Wendell and Wild de Henry Selick (voix)
- 2024 : Highway 65 de Maya Dreifuss